# وگامرغان
وگامرغان (نام علمی: Vegaviidae) نام یک تیره از رده پرنده است.